# 지적 장애
지적 장애(知的障礙, 영어: intellectual disability)는 선천적 및 후천적 요인에 의하여 지능과 행동의 발달이 일반인보다 뒤처지는 광범위한 발달장애의 분류이다.

## 용어의 변천
초기에는 정신박약(精神薄弱, 영어: Mental deficiency)으로 불리다가 정신지체(精神遲滯, 영어: Mental retardation)로 개명되었으며, 이후 지적장애(知的障礙, 영어: intellectual disability)라는 용어로 개명되었다. 이는 장애인에 대한 무시라는 지적에 의해 개정된 것으로 장애인 관련 법규 내용의 명칭 또한 이러한 지적에 의해 개정된 것이다. 대한민국의 심신장애자복지법 제정 당시에는 정신박약으로 되어 있었으며, 1989년에 심신장애자복지법이 장애인복지법으로 개정되면서 정신지체로 개명되었다. 2007년 10월에 장애인복지법 시행규칙이 개정되어 '지적장애'로 개명되었다. 영어권에서도 현대에 와서 "정신지체"(mental retardation)에서 "지적장애"(Intellectual disability)로 크게 용어 사용의 변화가 있으며 영국에서는 일반학습장애(general learning disability)라는 명칭으로 순화되기도 하였다.

## 징후 및 증상
지적 장애는 아동기에 발현하며, 또래에 비해 지적 능력, 사회기술, 핵심 일상생활활동에서 결함이 보인다. 경증의 경우 신체적 징후가 없을 수도 있지만, 유전적 장애인 경우, 다운 증후군(Down syndrome)의 경우처럼 신체적 징후가 나타나기도 한다.
각 사람마다 장애 수준은 심각성에 따라 다르다. 초기 징후는 다음과 같다.
- 도달(reaching)의 지연, 동작 기술(motor skill) 발달에 있어서 획기적인 지점에 도달하지 못함(앉기, 기어가기, 걷기)
- 말하기 학습의 지연, 말하기 시작한 이후에 발화나 언어 기술의 어려움 지속
- 자조(self-help) 및 자기 돌봄(self-care) 기술에의 어려움(옷 입기, 씻기, 밥 먹기)
- 기획이나 문제 해결 능력 부족
- 행동 문제 및 사회성 문제[4]
- 지적으로 성장하지 못하거나 유아스러운 행동 지속
- 학교에서의 문제
- 새로운 상황에 대한 적응(adapt) 혹은 조절(adjust) 못함
- 사회적 규칙 이해 및 준수에의 어려움[2]

유아기에, IQ 50–69 정도에 해당하는 경도 지적 장애(mild intellectual disability)는 아이가 학교에 들어갈 때까지 드러나지 않거나 발견되지 않는다. 아이 성적이 좋지 않을 때, 가벼운 지적 장애와 특정 학습 장애(learning disability), 혹은 감정 장애(emotional disorder)나 행동 장애(behaviroal disorder)를 구분하기 위하여 전문가의 감정을 받는다. 가벼운 지적장애인은 9-12세 아동 수준 정도의 읽기나 수학 기술을 배울 수 있다. 이들은 요리, 교통 수단 이용 등 자기 돌봄 관련 혹은 실용적인 기술을 배울 수 있다. 영국의 경우 가벼운 특수 학교는 중학교 수준과 비슷하다. 지적 장애인이 성인이 되면, 대부분은 독립적으로 살고 사회 생활을 하는 법을 배운다. 지적 장애인의 약 85%는 가벼운 정도이다.
IQ 35–49에 해당하는 중등도 지적 장애(moderate intellectual disability)는 초년기에 주로 나타난다. 언어 지체(Speech delay)는 보통 지적 장애에서 특히 잘 나타난다. 보통 지적장애자들은 학교, 가정, 지역사회에 완벽히 적응하고 참여하기 위하여 각별한 지지가 필요하다. 학업 능력에 제한이 있을 경우, 이들은 간단한 건강 및 안전 기술을 배워서 간단한 활동에 참여할 수 있다. 성인이 되면, 이들은 부모와 같이 살거나 장애인공동생활가정(group home)에서 살거나, 재정 관리 등의 복지서비스를 받는 준 독립적 생활을 할 수 있다. 또한 보호작업장(Sheltered workshop) 등에서 취업할 수 있다. 약 10%가 보통 지적 장애인이다.
IQ 20–34에 해당하는 중증도 지적 장애(severe intellectual disability)는 지적 장애 전체의 약 3.5%를 차지한다. IQ 19 이하의 최중증도 지적 장애(profound intellectual disability)는 1.5%에 해당한다. 이들은 강력한 지지와 감독이 필요하다. 일상생활을 배우기는 하지만 양육자의 도움 없이는 성인이라 해도 살아갈 수 없다. 특히 최중증도 환자들은 일상생활은 물론 자신의 건강 및 안전 유지를 위해 타인에게 전적으로 의존할 수 밖에 없다. 이러한 활동에 참가하는 것을 학습하는 것도 한계가 있다.

### 동반질병

#### 자폐 장애와 지적 장애
지적 장애와 자폐 스펙트럼 장애(autism spectrum disorder, ASD)는 공통적인 특성이 있어 진단 시에 혼란을 야기한다. 그러나 이 두 질병은 모두 개인의 행복에 해가 된다. 지적 장애 증상을 보이는 자폐증 환자는 자신의 병이 아닌 병에 대한 치료를 받는 동반진단(co-diagnosis)으로 분류된다. 마찬가지로 자폐 증상을 보이는 지적 장애 환자 역시 자기 질병이 아닌 병에 대한 치료를 받을 수 있다. 두 병을 구분함으로써 정확한 진단을 내릴 수 있다. 두 질병을 동시에 갖는 경우는 흔하다. 지적 장애인 약 40%가 자폐증을 갖고 있고, 자폐성 장애인 70%가 지적 장애를 가지고 있다. 두 병 모두 진단 기준을 내리는 데 있어 소통 능력 및 사회성(social awareness)의 결여를 공통으로 한다. 또한 두 병 모두 심각성에 따라 경도(mild), 중등도(moderate), 중증도(severe)로 나뉜다. 다만 지적 장애의 경우 최중증도(profound)가 하나 더 있다.

#### 차이점
2816개 사례를 대상으로 수행한 2016년 한 연구에 의하면, 두 병의 구분을 가능하게 하는 항목은 비언어적 사회 행동(non-verbal social behavior)의 장애 및 사회적 호혜성(social reciprocity) 결여, 제한된 관심사, 루틴에 대한 지나치게 엄격한 준수, 고정적이고 반복되는 동작 습관, 사물의 일부분에 대한 몰두 등이다. 자폐 환자들은 바디랭귀지(신체 언어)와 같은 비언어적 사회 행동에 결핍을 보이고, 사회적 단서(social cue)에 대한 이해가 부족한 모습을 더 많이 보인다. 336명의 다양한 심각성의 지적장애자들을 대상으로 수행한 2008년 연구에 의하면, 지적장애자들은 반복적인 혹은 의식적(ritualistic)인 행동이 덜 보인다. 자폐 환자들은 지적장애자들에 비해 보다 자기 고립이 강하고 눈맞춤이 덜하다. 지적장애와 자폐증의 구분에는 여러 가이드라인이 있다. 지적장애는 지지강도척도(Supports Intensity Scale, SIS)라는 표준 감정 척도가 있다. 이는 환자에게 필요한 지지의 정도에 따라 심각도를 측정한다. 자폐증 역시 지지의 정도에 따라 심각도를 측정하지만 표준 척도가 없어 의사들이 자의적으로 심각도에 대한 진단을 내린다.

## 원인

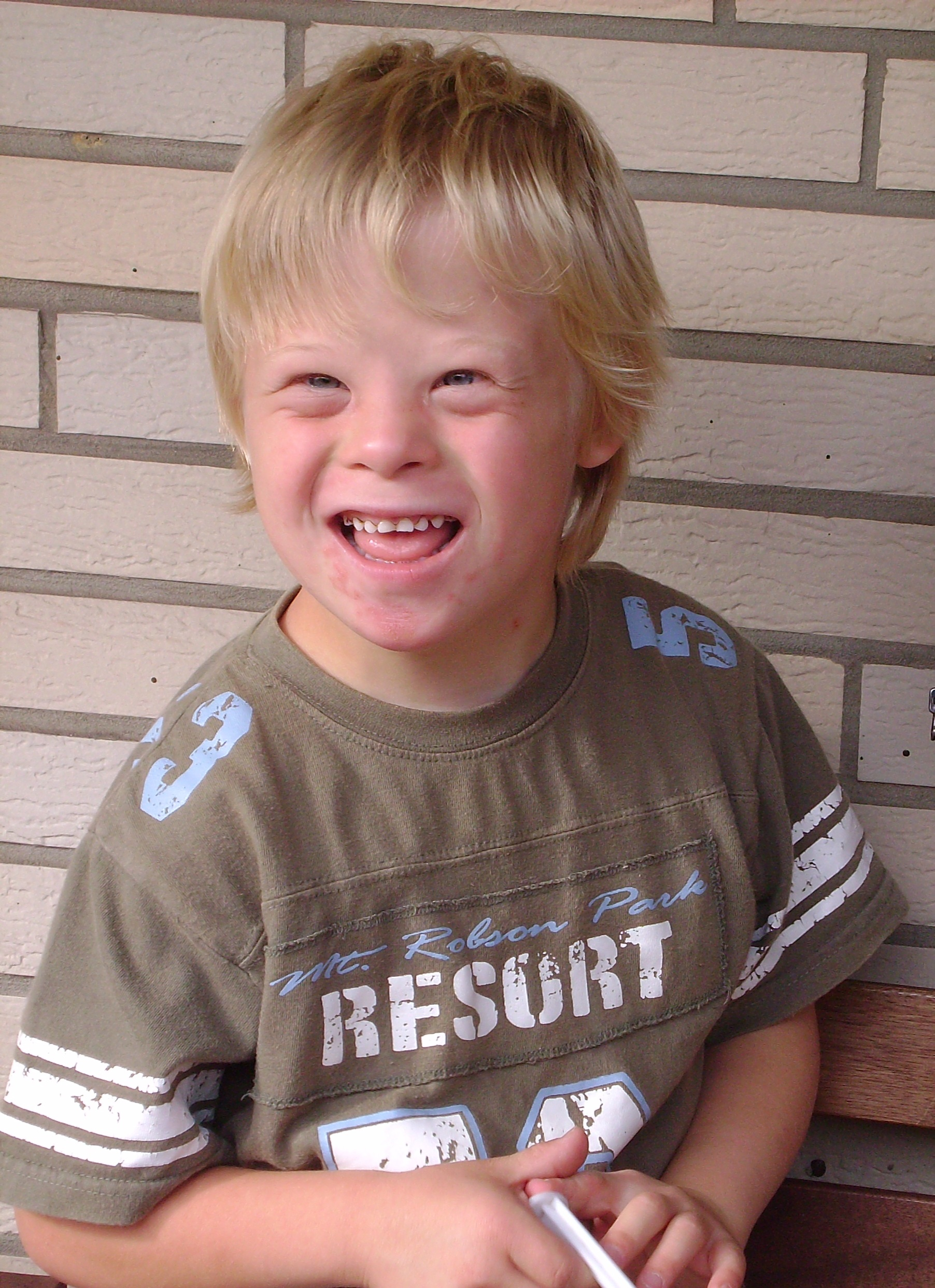
다운 증후군은 유전적 지적 장애의 가장 흔한 질병 중 하나이다.

지적 장애 아동 중, 1/3에서 1/2는 원인을 모른다. 약 5%는 부모로부터 유전된 것이다. 지적 장애 유발을 일으키지만 유전되지는 않는 유전자 결함들은 유전자 발달에서 발생한 사고나 돌연변이에 의한 것이다. 사고들로는 여분 염색체(extra chromosome) 18번 (트리소미 18(trisomy 18))의 발달, 그리고 가장 흔한 유전적 원인인 다운증후군(Down syndrome)이 있다. 디조지 증후군(DiGeorge syndrome, Velocardiofacial syndrome)과 태아 알코올 증후군(fetal alcohol spectrum disorder)은 그 다음으로 흔한 원인이다. 그러나 이외에도 많은 원인이 있다. 흔한 원인들로는 다음과 같다.
- 유전적 조건 : 부모에게서 물려받은 유전자 결함이나 유전자 조합 시 발생한 오류 등으로 지적 장애가 발생하기도 한다. 가장 흔한 사례는 다운증후군, 클라인펠터 증후군(Klinefelter syndrome), 남아들에게서 흔한 취약 X 증후군(Fragile X syndrome), 신경섬유종증(neurofibromatosis), 선천성갑상선기능저하증(congenital hypothyroidism), 윌리엄스 증후군(Williams syndrome), 페닐케톤뇨증(phenylketonuria, PKU), and 프래더-윌리 증후군(Prader–Willi syndrome) 등이 있다. 기타 22q13 삭제 증후군(deletion syndrome) 혹은 펠란-맥더미드 증후군(Phelan-McDermid syndrome), 모왓-윌슨 증후군(Mowat–Wilson syndrome), 유전적 섬모 질환(genetic ciliopathy),[11] PHF8 유전자(Online 'Mendelian Inheritance in Man' (OMIM) 300560) 돌연변이로 인한 Siderius형 X염색체 관련 지적 장애(X-linked intellectual disability)(Online 'Mendelian Inheritance in Man' (OMIM) 300263)가 있다.[12][13] 극히 드문 사례로, X염색체 혹은 Y염색체 이상이 일으키기도 한다. Tetrasomy X와 pentasomy X 증후군이 여아에게 걸릴 수 있지만, 남아는 49, XXXXY, 혹은 49, XYYYY에 의해 걸린다. 47, XYY는 심각한 IQ 저하를 보이진 않지만, 정상적인 형제들에 비해 IQ가 약간 낮다.[14][15]
- 임신 중 문제 : 태아가 발달하지 못할 때 발생한다. 태아게포가 분열할 때 문제 등으로 발생한다. 임산부의 알코올 섭취나 선천성 풍진증후군(congenital rubella syndrome) 감염이 태아의 지적 장애를 일으킬 수 있다.
- 분만 시 문제 발생. 진통이나 출산 시 아이에게 산소 부족이 발생하면 아이는 뇌손상으로 인한 지적 장애가 보일 수 있다.
- 특정 질병이나 독성에의 노출 : 백일해(whooping cough), 홍역(measles), 수막염(meningitis) 등은 치료가 늦어지거나 적절치 못할 경우 지적 장애를 일으킬 수 있다. 납이나 수은에 노출되면 지적능력 장애가 올 수 있다.
- 아이오딘(요오드) 결핍(iodine deficiency)은 약 20억명이 걸려 있으며, 아이오딘 결핍이 풍토병이 된 개도국에서 주로 보인다. 그러나 이는 아이오딘 섭취를 통해 예방이 가능하다. 또한 아이오딘 결핍은 갑상선(thyroid gland)이 커지는 갑상선종(goiter)을 유발하기도 한다. 심각한 아이오딘 결핍으로 발생한 지적 장애처럼, 경도 지능 장애는 크레틴병(cretinism)보다 흔하다. 자연적으로 아이오딘 공급이 부족하거나 국가가 충분히 작용하기 어려운 지역에서는, 아이오딘 결핍이 심각하다. 인도는 5억명이 아이오딘 결핍, 5,400만명이 갑상선종, 2백만명이 크레틴병을 앓고 있다. 중국이나 카자흐스탄은 요오드화소금(iodized salt)을 보급하는 소금요오드화(salt iodization) 프로그램이 진행되고 있다. 러시아는 2006년까지 이를 시행하지 않았다.[16]
- 영양실조(malnutrition)는 기근(famine)이 발생한 지역에서 지능 저하의 주 요인이다. 에티오피아(Ethiopia)나 전쟁이 장기화되어 농업 생산 및 식량 분배가 저하된 지역에서 보인다.[17]
- 대뇌궁상섬유(arcuate fasciculus)의 결핍.[18]

## 지적장애의 등급
과거에는 지능에 따라 백치(白癡, 영어: Idiot), 치우(癡愚, 영어: Imbecile), 노둔 또는 우둔(魯鈍, 愚鈍, 영어: Moron)이라는 등급으로 분류하였다. 지적장애는 지능에 따라 아래와 같은 등급으로 분류된다.
- 지적장애 등급
  - 최중도(最重度) : 지능지수가 10 이상 19 이하인 사람으로 과거에는 백치(白癡, Idiot)로 분류되었다.
  - 중도(重度) : 지능지수가 20 이상 35 이하인 사람으로 최중도와 마찬가지로 과거에는 백치로 분류되었다.
  - 중등도(中等度) : 지능지수가 35 이상 50 이하인 사람으로 과거에는 치우(癡愚, Imbecile)로 분류되었다.
  - 경도(輕度) : 지능지수가 50 이상 70 이하인 사람으로 과거에는 노둔 또는 우둔(魯鈍, 愚鈍, Moron)으로 분류되었다.

- 대한민국의 장애인복지법에서 규정하고 있는 지적장애 등급
  - 지적장애 1급: 지능지수와 사회성숙지수가 19이상 34 이하인 사람으로 일상생활과 사회생활의 적응이 현저하게 곤란하여 일생동안 타인의 보호가 필요한 사람 및 대부분 보호 시설에서 생활 하는 사람
  - 지적장애 2급: 지능지수와 사회성숙지수가 35 이상 49 이하인 사람으로 일상생활의 단순한 행동을 훈련시킬 수 있고, 어느 정도의 감독과 도움을 받으면 복잡하지 아니하고 특수기술을 요하지 아니하는 직업을 가질 수 있는 사람
  - 지적장애 3급: 지능지수와 사회성숙지수가 50 이상 70 이하인 사람으로 보통 학교의 일반학급 수업을 따라가는 것이 가능하며 겉으로 보기에는 비장애인이랑 다를 것이 없으므로, 훈련과 교육을 통한 사회적, 직업적 재활이 가능한 사람

## 여러 기관에서의 지적 장애 정의
미국 지적 장애 및 발달장애협회의 지적 장애 정의는 다음과 같다.
1. 지적 장애는 지적 기능은 물론 많은 일상적인 사회 및 실제적 기술을 포함하는 적응 행동 모두에 심각한 제한을 보이는 특징을 보이며, 18세 이전에 나타난다. 만 18세 미만부터 판정.
2. 지적 기능은 학습, 추리, 문제해결과 같은 일반적인 정신적 능력을 의미하며, IQ 지수가 70~75 일 때 지적 기능의 제한이 있다고 간주된다.
3. 적응 행동은 표준화 검사를 통하여 개념적 기술, 사회적 기술 그리고 실제적 기술에의 제한을 평가한다.

대한민국의 장애인 등에 대한 특수교육법에서는 지적 기능과 적응행동상의 어려움이 함께 존재하여 교육적 성취에 어려움이 있는 사람을 가리킨다. 따라서 지적 장애를 진단하기 위해서는 지적 기능과 적응 행동에 대한 평가 모두가 필요하다.
지적 기능을 평가하고자 할 때, 단순한 ‘지능’은 그 정의에 대한 일반적인 합의가 없다는 논란과 무엇을 어떻게 측정할 것인지에 대한 논란이 있다. 그러므로 표준화된 지능 검사에서 평균 2표준편차 이상의 유의하게 낮은 지적 기능을 측정해야 한다.
적응행동의 경우 개념적, 사회적, 실제적 적응행동의 세 가지 차원의 측면을 고려하여 제한성을 평가해야 한다. 측정 도구로서 행동검사를 사용한다.

## 같이 보기
- 인지능력
- 경계선 지적 지능 - 비장애와 지적 장애의 중간, 경계선에 해당되는 인지장애의 일종
- 발달장애
- 자폐 장애

## 지적장애인만 응시할 수 있는 관련 자격증
보조기기 사후관리사 (휠마스터 자격증)
발달 행정 보조사

## 장애인만 응시 가능한 자격증
장애인 동료 상담사 한국장애인자립생활센터총연합회 의 자격이다. 자격증은 엄현히 (장애인 동료상담사)다. 발달장애인 동료상담사로도 치면 나오지만 정식 자격 명칭이 아니라서 자세히 나오지 않는점 주의해야한다. 교육기간이 따로 있고 지역제한은 없다. 또한 당연히 자격증은 장애인당사자만 취득가능하다. 한장연 기준